# Gangkofen
Gangkofen – gmina targowa w Niemczech, w kraju związkowym Bawaria, w rejencji Dolna Bawaria, w regionie Landshut, w powiecie Rottal-Inn. Leży około 28 km na zachód od Pfarrkirchen, nad rzeką Bina, przy drodze B38.

## Dzielnice
W skład gminy wchodzą następujące dzielnice: 
- Angerbach
- Dirnaich
- Engersdorf
- Hölsbrunn
- Kollbach
- Malling
- Obertrennbach
- Panzing
- Radlkofen
- Reicheneibach
- Seemannshausen